# Шатан, Мирослав
Ми́рослав Ша́тан (словац. Miroslav Šatan; 22 октября 1974, Топольчани, Чехословакия) — словацкий хоккеист, самый результативный игрок за всю историю сборной Словакии. С июня 2019 года — президент Словацкого союза хоккея на льду.

## Биография

### НХЛ
Шатан уехал в Северную Америку в возрасте 20 лет, но до этого успел два года отыграть за «Дуклу» из Тренчина, причём сначала выступил в чемпионате Чехословакии, а затем — в чемпионате Словакии. На драфте НХЛ 1993 года он был выбран в 5 раунде под общим 111 номером командой «Эдмонтон Ойлерз». В 1994 году Шатан неожиданно для многих стал лучшим снайпером Олимпиады в Лиллехаммере, забросив девять шайб в восьми матчах. Его результативность, однако, не помогла словакам, уступившим в 1/4 финала сборной России.
В первый сезон в НХЛ (1994/95) Мирослав скитался по фарм-клубам системы «Эдмонтон Ойлерз», но не жаловался на трудности, а забивал в среднем почти по голу за игру. Осенью 1995 года фамилия Шатана появилась в списке игроков первой команды «Эдмонтона». За «нефтяников» словак отыграл почти два года, забросив 35 шайб и заработав себе репутацию быстрого и техничного нападающего с хорошим кистевым броском.
18 марта 1997 года Шатана выменял «Баффало Сейбрз», где форвард провёл золотые годы своей карьеры. Лучшим для него стал сезон 1998/99. В регулярном чемпионате он забил 40 голов, а по ходу плей-офф получил травму, однако успел вернуться в строй к решающим встречам. Финальная серия с «Даллас Старз» закончилась поражением команды Шатана в овертайме шестого матча, причём болельщики «Баффало» до сих пор уверены, что лидер «Старз» Бретт Халл забивал решающий гол, находясь в площади ворот.
3 августа 2005 года как неограниченно свободный агент подписал контракт с «Нью-Йорк Айлендерс». В первый же сезон Шатан забросил 35 шайб. В следующем году словак пропустил из-за травмы почти половину сезона, и его результативность закономерно сократилась вдвое. «Айлендерс», тем не менее, вышел в плей-офф, но в первом же раунде напоролся на лучшую команду лиги «Баффало» и проиграл бывшему клубу Шатана в пяти матчах.
Отыграв три года в нью-йоркской команде, Мирослав опять стал свободным агентом и 3 июля 2008 года подписал контракт с «Питтсбург Пингвинз». В команде рассчитывали на него как на игрока первого звена, но по прошествии нескольких матчей с начала сезона 2008/2009 Мирослав не смог в полной мере оправдать надежд. Его стали ставить в третье и четвёртое звено, а в конце регулярного сезона вообще сослали в фарм-клуб. Но в плей-офф ему всё же дали шанс проявить себя, и за 17 игр Шатан набрал всего 6 очков (1 гол и 5 передач), при этом впервые в карьере став обладателем Кубка Стэнли. По окончании сезона руководство «Пингвинз» не стало продлевать с ним контракт, после чего словак получил статус свободного агента. В сезоне 2009/10 Шатан выступал за «Бостон Брюинз», а затем покинул НХЛ, вернувшись в Словакию и подписав контракт со «Слованом».
4 февраля 2009 года Мирослав Шатан сыграл в своём 1000-м матче в Национальной хоккейной лиге и стал всего третьим словацким хоккеистом, достигшим этого рубежа (первым был Стэн Микита, вторым — Петр Бондра). Выступал в НХЛ под номером 81.

#### Шутки болельщиков
Отдельная тема — взаимоотношения болельщиков с фамилией Шатана, которая в английской версии пишется как Satan (Сатана). Сначала дело ограничивалось плакатами, такими как «Hail Satan» («Слава Сатане») и «Satan is God» («Сатана — бог»), и шутками авторов интернет-статей, которые вместо фамилии игрока писали в URL-адрес страницы цифру 666.
Ситуация с адской образующей фамилии словака обострилась, когда прошёл слух (не подтвердившийся), что Шатан собирается играть под номером 666. НХЛ приняла специальное правило, согласно которому все игроки лиги должны выступать под номерами от 1 до 98 (99-й был навечно отдан Уэйну Гретцки). Любопытно, что это ограничение было применено всего однажды, а его жертвой стал партнёр Шатана по «Баффало» Мартин Бирон. Вратарь хотел взять номер 00, но в итоге вынужден был остановиться на 43.
На конец ноября 2013 г. не имел действующего контракта. По заявлению ХК Слован от 30 ноября 2013 г., достигнута предварительная договорённость, и в ближайшее время будет заключён контракт с игроком до конца сезона.

### Сборная

#### Чемпионаты мира
На чемпионате мира 2000 г. в Санкт-Петербурге Словакия сенсационно завоёвывает серебряную медаль, уступая в финале чехам. Шатан становится лучшим бомбардиром и снайпером чемпионата (12 набранных очков, 10 заброшенных шайб).
В 2002 году Словакия вместе с Мирославом выигрывает золото, победив в финале сборную России. Шатан вновь стал лучшим бомбардиром (13 очков) и был признан самым ценным игроком турнира.
В 2003 году Шатан завоёвывает бронзовую медаль, и таким образом получает полный комплект наград чемпионатов мира. На всех этих трёх чемпионатах Мирослав был капитаном сборной Словакии.
Всего Шатан принимал участие в чемпионатах мира 1996, 2000, 2002—2005, 2007, 2010—2014 годов и является лучшим бомбардиром и лучшим игроком по системе «гол плюс пас» за всю истории сборной Словакии.
На чемпионатах мира в высшем дивизионе Шатан в 88 матчах забросил 37 шайб, набрав 75 очков. Также в его активе 13 матчей в победных для словацкой сборной чемпионатах мира 1994—1995 годов в группах C и B, на которых он набрал 21 очко (14 шайб + 7 передач).

#### Олимпийские игры
Является участником 4-х Олимпиад: 1994, 2002, 2006 и 2010. В 1994 году стал лучшим снайпером олимпийского хоккейного турнира, забросив 9 шайб в 8 матчах. В 2010 году был как никогда близок к завоеванию олимпийской медали, но словацкая сборная уступила в матче за бронзовые медали команде Финляндии со счётом 3:5, выигрывая 3:1 после 2-х периодов. Всего на Олимпиадах провёл 21 игру, набрал 14 очков (10 шайб и 4 передачи).
Неожиданно для многих специалистов не попал в состав сборной на Олимпиаду 2014 года.

### КХЛ
В начале января 2011 года Мирослав Шатан перешёл в «московское „Динамо“». Действие контракта рассчитано до конца сезона 2010—2011 гг. Из-за того, что в «Динамо» 81 номер занят, Мирослав будет выступать под 80-м номером. За «Динамо» сыграл всего шесть игр, и выбыл из строя до конца плей-офф из-за травмы.
После окончания сезона вернулся на два сезона в родной «Слован», который с 2012 года вошёл в состав КХЛ. До ноября 2012 г. не играл из-за травмы. В мае 2013 года завершил играть за «Слован».
По состоянию на конец ноября 2013 г. Мирослав жил с семьёй в Нью-Йорке. Хоккеист был без игрового контракта и рассматривал предложения о продолжении карьеры. Одно из таких предложений было от финского KalPa Kuopio. Однако, договорённость была достигнута вновь со Слованом из КХЛ.
Участвовал в Матче звёзд КХЛ 2014 г.

## Результаты в НХЛ
- Голы: 4(х1) — 16.02.2004 г. в матче «Баффало Сейбрз»(7) — «Атланта Трэшерз»(2)
- Передачи: 3(х5) — последний раз 14.10.2006 г. в матче «Нью-Йорк Айлендерс»(4) — «Бостон Брюинз»(1)
- Очки: 5(х1) — 08.01.2000 г. в матче «Баффало Сейбрз»(7) — «Оттава Сенаторс»(4) (3 гола, 2 передачи)
- Броски по воротам: 10(х1) — 22.10.2002 г. в матче «Баффало Сейбрз»(2) — «Филадельфия Флайерс»(1)
- Минут штрафа: 17 — 13.11.2001 г. в матче «Баффало Сейбрз»(1) — «Нэшвилл Предаторс»(4)
- 7 раз оформлял хет-трик

## Достижения и награды

### Командные
- Победитель Восточной конференции НХЛ: 1999
- Чемпион мира: 2002
- Чемпион Словацкой экстралиги: 1994, 2005, 2012
- Обладатель Кубка Стэнли: 2009
- Серебряный призёр чемпионата мира: 2000, 2012
- Бронзовый призёр чемпионата мира: 2003
- Чемпион мира 1994 (группа C) и 1995 (группа B)
- Четвёртое место на зимних Олимпийских играх: 2010

### Личные
- Орден Людовита Штура II класса (2000)
- Медаль Президента Словацкой Республики (14 мая 2003 года)[9]
- Крест Президента Словацкой Республики I степени (15 мая 2002 года)[10]
- Участник матча «Всех звёзд» НХЛ: 2000, 2003
- Лучший снайпер Олимпийских игр 1994: 9 шайб
- Лучший снайпер и бомбардир чемпионата мира 2000 года: 10 шайб, 12 очков
- Лучший ассистент и бомбардир чемпионата мира 2002 года: 8 передач, 13 очков
- Лучший нападающий чемпионата мира 2000 года
- Самый ценный хоккеист чемпионата мира 2002 года
- Член символической сборной чемпионатов мира 2000 и 2002 годов
- Лучший хоккеист Словакии 2000, 2001 и 2004 годов
- Лучший снайпер в истории сборной Словакии: 71 шайба
- Лучший снайпер и бомбардир Словацкой экстралиги 1994: 42 шайбы, 64 очка
- Лучший снайпер и бомбардир плей-офф Словацкой экстралиги 2005: 15 шайб, 22 очка
- Лучший бомбардир плей-офф Словацкой экстралиги 2012: 22 очка
- Член Зала славы ИИХФ (с 2019 года)

## Клубная статистика
```
                                            --- Regular Season ---  ---- Playoffs ----
Season   Team                        Lge    GP    G    A  Pts  PIM  GP   G   A Pts PIM

--------------------------------------------------------------------------------------

1992-93  Dukla Trencin               Czech  38   11    6   17    0
1993-94  Dukla Trencin               SVK    39   42   22   64    0
1994-95  Detroit Falcons             CoHL    1    0    2    2    2  --  --  --  --  --
1994-95  Detroit Vipers              IHL     8    1    3    4    4  --  --  --  --  --
1994-95  San Diego Gulls             IHL     6    0    2    2    6  --  --  --  --  --
1994-95  Cape-Breton Oilers          AHL    25   24   16   40   15  --  --  --  --  --
1995-96  Edmonton Oilers             NHL    62   18   17   35   22  --  --  --  --  --
1996-97  Edmonton Oilers             NHL    64   17   11   28   22  --  --  --  --  --
1996-97  Buffalo Sabres              NHL    12    8    2   10    4   7   0   0   0   0
1997-98  Buffalo Sabres              NHL    79   22   24   46   34  14   5   4   9   4
1998-99  Buffalo Sabres              NHL    81   40   26   66   44  12   3   5   8   2
1999-00  Buffalo Sabres              NHL    81   33   34   67   32   5   3   2   5   0
2000-01  Buffalo Sabres              NHL    82   29   33   62   36  13   3  10  13   8
2001-02  Buffalo Sabres              NHL    82   37   36   73   33  --  --  --  --  --
2002-03  Buffalo Sabres              NHL    79   26   49   75   20  --  --  --  --  --
2003-04  Buffalo Sabres              NHL    82   29   28   57   30  --  --  --  --  --
2003-04  Slovan Bratislava           SVK     7    6    4   10   41  --  --  --  --  --
2004-05  Slovan Bratislava           SVK    18   11    9   20   14  18  15   7  22  16
2005-06  New York Islanders          NHL    82   35   31   66   54  --  --  --  --  --
2006-07  New York Islanders          NHL    60   21   24   45   40   5   1   2   3   0
2007-08  New York Islanders          NHL    80   16   25   41   39  --  --  --  --  --
2008-09  Wilkes-Barre/Scranton       AHL    10    3    6    9    4  --  --  --  --  -- 
2008-09  Pittsburgh Penguins         NHL    65   17   19   36   36  17   1   5   6  11
2009-10  Boston Bruins               NHL    33    6    5   11   12  13   5   5  10  16
2010-11  Slovan Bratislava           SVK    10   10    6   16   22  --  --  --  --  --
2010-11  Dynamo Moscow               KHL     6    1    2    3    4   2   0   0   0   0
2011-12  Slovan Bratislava           SVK    49   23   29   52  127  12   8  14  22  10
2012-13  Slovan Bratislava           KHL    21    7    5   12    8  --  --  --  --  --
2013-14  Slovan Bratislava           KHL    23    9    3   12   22  --  --  --  --  --
--------------------------------------------------------------------------------------
         NHL Totals                       1050  363  372  735  464  86  21  33  54  41
         KHL Totals                         50   17   10   27   34   2   0   0   0   0
```

## Личная жизнь
В 2004 г. Шатан женился на своей давней подруге Ингрид. У них есть сын Мирослав и дочь Виктория. Семья живёт в Нью-Йорке.